# Haas'sche Schriftgiesserei
Haas'sche Schriftgiesserei was een Zwitserse lettergieterij in Münchenstein (Zwitserland). De naam wordt soms vermeld als kortweg 'Haas'.

Haas'sche Schriftgiesserei, Zwitserse

Oorspronkelijk domineerde dit bedrijf in de Zwitserse typografie al vanaf 1580, met bekende namen van drukkers als Jean Exertier. De zaken werden later gedaan door de familie Genath. Het is toen vernoemd naar Johann Wilhelm Haas uit Neurenberg, een stempelsnijder die eerst in 1718 toetrad en toen het bedrijf erfde uit eer voor zijn inzet. Voortgezet van vader op zoon, eerst van William Haas de Oude, en rond 1800 van William Haas de Jonge, werd het pas echt creatief in het ontwikkelen van buitenlandse lettertypen.
Stempel (D. Stempel AG) kocht een aandeel in Haas in 1927. Na de Tweede Wereldoorlog produceerde Haas een aantal briljante lettertypen onder leiding van Eduard Hoffmann, en introduceerde de Swiss style in de wereld met het uitbrengen van de Helvetica, ontworpen door Max Miedinger.
In 1972 werd de totale lettertypebibliotheek van de Franse lettergieterij Deberny & Peignot door Haas'sche Schriftgiesserei overgenomen. Haas nam ook de Fonderie Olive uit Marseille over in 1978.
Haas'sche Schriftgiesserei werd in 1989 uiteindelijk door Linotype overgenomen, de activiteiten van de lettergieterij werden voortgezet onder de naam Walter Fruttiger AG, maar Linotype behield alle rechten op de lettertypen.